# 메탈 기어 솔리드 2: 선즈 오브 리버티
《메탈 기어 솔리드 2: 선즈 오브 리버티》(Metal Gear Solid 2: Sons of Liberty, 일본어: メタルギアソリッド2　サンズ・オブ・リバティ)는 2001년에 코나미가 플레이스테이션 2용으로 개발, 배급한 액션 어드벤처 스텔스 게임이다. 고지마 히데오가 감독한 네 번째 메탈 기어 게임이며 오리지널 메탈 기어 솔리드의 직접적인 차기작 역할을 한다. 《메탈 기어 솔리드 2: 서브스탠스》(Metal Gear Solid 2: Substance)라는 제목의 확장판은 플레이스테이션 2 외에도 엑스박스, 마이크로소프트 윈도우용으로 이듬해에 출시되었다.

## 평가

### 수상
- E3 2000 en:Game Critics Awards: "Special Commendation for Graphics"[16]
- E3 2001 Game Critics Awards: "Best Console Game", "Best Action/Adventure Game"[17]
- 에지: "Innovation of the Year"[15]
- IGN Best of 2001: "Best Graphics", "Best Sound", "Best Story"
- 게임 인포머 2001 Game of the Year Awards: "Game of the Year"[14]
- 게임스팟 2001 Game of the Year Awards: "Best Music", "Biggest Surprise"
- 게임스파이 2001 Game Awards: "Best PS2 Action/Adventure Game", "Reader's Choice PS2 Game of the Year", "Best In-Game Cinematics", "Best Force Feedback"
- 재팬 게임 어워드 2001-2002: "Excellence Award"[15]
- 아카데미 오브 인터랙티브 아트 앤드 사이언스 2002: "Outstanding Achievement in Sound Design"[18]